# Pandemia de COVID-19 en Isla de Man
Se confirmó que la Pandemia de COVID-19 había alcanzado a la Isla de Man, dependencia de colonia británica el 19 de marzo de 2020; cuándo registró su primer caso en relación de un hombre que había regresado de España a través de Liverpool.
Hasta el 21 de diciembre de 2020, se han confirmado 374 casos, de los cuales 25 fallecidos y 346 recuperados.

## Fondo
En diciembre de 2019 se identificó un nuevo coronavirus que causó una enfermedad respiratoria en la ciudad de Wuhan, provincia de Hubei, China, y se informó a la Organización Mundial de la Salud (OMS) el 31 de diciembre de 2019, que confirmó su preocupación el 12 de enero de 2020. La OMS declaró el brote de una Emergencia de Salud Pública de Importancia Internacional el 30 de enero y una pandemia el 11 de marzo.
La tasa de letalidad de COVID-19  es mucho menor que la del SARS , una enfermedad relacionada que surgió en 2002, pero su transmisión ha sido significativamente mayor, lo que ha provocado un número total de muertes mucho mayor.

## Cronología

### Enero 2020
El gobierno de Manx dijo que el "riesgo para el público es bajo" y que la isla está "lista para responder al nuevo coronavirus de Wuhan en caso de que un caso potencial de la enfermedad llegue aquí".
| Casos de COVID-19 en Isla de Man Muertes Recuperaciones Casos activos marabrmayjunjulagosepoctnovdicÚltimos 15 días | Casos de COVID-19 en Isla de Man Muertes Recuperaciones Casos activos marabrmayjunjulagosepoctnovdicÚltimos 15 días | Casos de COVID-19 en Isla de Man Muertes Recuperaciones Casos activos marabrmayjunjulagosepoctnovdicÚltimos 15 días | Casos de COVID-19 en Isla de Man Muertes Recuperaciones Casos activos marabrmayjunjulagosepoctnovdicÚltimos 15 días | Casos de COVID-19 en Isla de Man Muertes Recuperaciones Casos activos marabrmayjunjulagosepoctnovdicÚltimos 15 días |
| --- | --- | --- | --- | --- |
| Fecha | Fecha | | N.º de casos | N.º de casos |
| 2020-03-19 | 2020-03-19 | | 1(—) | |
| 2020-03-20 | 2020-03-20 | | 2(+100%) | |
| 2020-03-21 | 2020-03-21 | | 2(=) | |
| 2020-03-22 | 2020-03-22 | | 5(+150%) | |
| 2020-03-23 | 2020-03-23 | | 13(+160%) | |
| 2020-03-24 | 2020-03-24 | | 23(+77%) | |
| 2020-03-25 | 2020-03-25 | | 23(=) | |
| 2020-03-26 | 2020-03-26 | | 26(+13%) | |
| 2020-03-27 | 2020-03-27 | | 29(+12%) | |
| 2020-03-28 | 2020-03-28 | | 32(+10%) | |
| 2020-03-29 | 2020-03-29 | | 42(+31%) | |
| 2020-03-30 | 2020-03-30 | | 49(+17%) | |
| 2020-03-31 | 2020-03-31 | | 60(+22%) | |
| 2020-04-01 | 2020-04-01 | | 68(+13%) | |
| 2020-04-02 | 2020-04-02 | | 95(+40%) | |
| 2020-04-03 | 2020-04-03 | | 114(+20%) | |
| 2020-04-04 | 2020-04-04 | | 126(+11%) | |
| 2020-04-05 | 2020-04-05 | | 127(+0.79%) | |
| 2020-04-06 | 2020-04-06 | | 139(+9.4%) | |
| 2020-04-07 | 2020-04-07 | | 150(+7.9%) | |
| 2020-04-08 | 2020-04-08 | | 158(+5.3%) | |
| 2020-04-09 | 2020-04-09 | | 190(+20.2%) | |
| 2020-04-10 | 2020-04-10 | | 201(+5.8%) | |
| 2020-04-11 | 2020-04-11 | | 226(+12.4%) | |
| 2020-04-12 | 2020-04-12 | | 228(+0.88%) | |
| 2020-04-13 | 2020-04-13 | | 242(+6.14%) | |
| 2020-04-14 | 2020-04-14 | | 254(+4.96%) | |
| 2020-04-15 | 2020-04-15 | | 258(+1.57%) | |
| 2020-04-16 | 2020-04-16 | | 284(+10.1%) | |
| 2020-04-17 | 2020-04-17 | | 291(+2.46%) | |
| 2020-04-18 | 2020-04-18 | | 297(+2.06%) | |
| 2020-04-19 | 2020-04-19 | | 298(+0.34%) | |
| 2020-04-20 | 2020-04-20 | | 300(+0.67%) | |
| 2020-04-21 | 2020-04-21 | | 307(+2.33%) | |
| 2020-04-22 | 2020-04-22 | | 307(=) | |
| 2020-04-23 | 2020-04-23 | | 307(=) | |
| 2020-04-24 | 2020-04-24 | | 308(+0.33%) | |
| 2020-04-25 | 2020-04-25 | | 308(=) | |
| 2020-04-26 | 2020-04-26 | | 308(=) | |
| 2020-04-27 | 2020-04-27 | | 308(=) | |
| 2020-04-28 | 2020-04-28 | | 309(+0.32%) | |
| 2020-04-29 | 2020-04-29 | | 313(+1.29%) | |
| 2020-04-30 | 2020-04-30 | | 315(+0.64%) | |
| 2020-05-01 | 2020-05-01 | | 316(+0.32%) | |
| 2020-05-02 | 2020-05-02 | | 320(+1.26%) | |
| 2020-05-03 | 2020-05-03 | | 321(+0.31%) | |
| 2020-05-04 | 2020-05-04 | | 325(+1.25%) | |
| 2020-05-05 | 2020-05-05 | | 326(+0.31%) | |
| 2020-05-06 | 2020-05-06 | | 327(+0.31%) | |
| 2020-05-07 | 2020-05-07 | | 329(+0.61%) | |
| 2020-05-08 | 2020-05-08 | | 329(=) | |
| 2020-05-09 | 2020-05-09 | | 330(+0.30%) | |
| 2020-05-10 | 2020-05-10 | | 330(=) | |
| 2020-05-11 | 2020-05-11 | | 330(=) | |
| 2020-05-12 | 2020-05-12 | | 331(+0.30%) | |
| 2020-05-13 | 2020-05-13 | | 332(+0.30%) | |
| 2020-05-14 | 2020-05-14 | | 332(=) | |
| 2020-05-15 | 2020-05-15 | | 334(+0.60%) | |
| 2020-05-16 | 2020-05-16 | | 335(+0.30%) | |
| 2020-05-17 | 2020-05-17 | | 335(=) | |
| 2020-05-18 | 2020-05-18 | | 335(=) | |
| 2020-05-19 | 2020-05-19 | | 335(=) | |
| 2020-05-20 | 2020-05-20 | | 336(0.30%) | |
| 2020-05-21 | 2020-05-21 | | 336(=) | |
| 2020-05-22 | 2020-05-22 | | 336(=) | |
| 2020-05-23 | 2020-05-23 | | 336(=) | |
| 2020-05-24 | 2020-05-24 | | 336(=) | |
| 2020-05-25 | 2020-05-25 | | 336(=) | |
| 2020-05-26 | 2020-05-26 | | 336(=) | |
| 2020-05-27 | 2020-05-27 | | 336(=) | |
| 2020-05-28 | 2020-05-28 | | 336(=) | |
| 2020-05-29 | 2020-05-29 | | 336(=) | |
| 2020-05-30 | 2020-05-30 | | 336(=) | |
| 2020-05-31 | 2020-05-31 | | 336(=) | |
| 2020-06-01 | 2020-06-01 | | 336(=) | |
| 2020-06-02 | 2020-06-02 | | 336(=) | |
| 2020-06-03 | 2020-06-03 | | 336(=) | |
| 2020-06-04 | 2020-06-04 | | 336(=) | |
| 2020-06-05 | 2020-06-05 | | 336(=) | |
| 2020-06-06 | 2020-06-06 | | 336(=) | |
| 2020-06-07 | 2020-06-07 | | 336(=) | |
| 2020-06-08 | 2020-06-08 | | 336(=) | |
| 2020-06-09 | 2020-06-09 | | 336(=) | |
| 2020-06-10 | 2020-06-10 | | 336(=) | |
| 2020-06-11 | 2020-06-11 | | 336(=) | |
| 2020-06-12 | 2020-06-12 | | 336(=) | |
| 2020-06-13 | 2020-06-13 | | 336(=) | |
| 2020-06-14 | 2020-06-14 | | 336(=) | |
| 2020-06-15 | 2020-06-15 | | 336(=) | |
| 2020-06-16 | 2020-06-16 | | 336(=) | |
| 2020-06-17 | 2020-06-17 | | 336(=) | |
| 2020-06-18 | 2020-06-18 | | 336(=) | |
| 2020-06-19 | 2020-06-19 | | 336(=) | |
| 2020-06-20 | 2020-06-20 | | 336(=) | |
| 2020-06-21 | 2020-06-21 | | 336(=) | |
| 2020-06-22 | 2020-06-22 | | 336(=) | |
| 2020-06-23 | 2020-06-23 | | 336(=) | |
| 2020-06-24 | 2020-06-24 | | 336(=) | |
| 2020-06-25 | 2020-06-25 | | 336(=) | |
| 2020-06-26 | 2020-06-26 | | 336(=) | |
| 2020-06-27 | 2020-06-27 | | 336(=) | |
| 2020-06-28 | 2020-06-28 | | 336(=) | |
| 2020-06-29 | 2020-06-29 | | 336(=) | |
| 2020-06-30 | 2020-06-30 | | 336(=) | |
| 2020-07-01 | 2020-07-01 | | 336(=) | |
| 2020-07-02 | 2020-07-02 | | 336(=) | |
| 2020-07-03 | 2020-07-03 | | 336(=) | |
| 2020-07-04 | 2020-07-04 | | 336(=) | |
| 2020-07-05 | 2020-07-05 | | 336(=) | |
| 2020-07-06 | 2020-07-06 | | 336(=) | |
| 2020-07-07 | 2020-07-07 | | 336(=) | |
| 2020-07-08 | 2020-07-08 | | 336(=) | |
| 2020-07-09 | 2020-07-09 | | 336(=) | |
| 2020-07-10 | 2020-07-10 | | 336(=) | |
| 2020-07-11 | 2020-07-11 | | 336(=) | |
| 2020-07-12 | 2020-07-12 | | 336(=) | |
| 2020-07-13 | 2020-07-13 | | 336(=) | |
| 2020-07-14 | 2020-07-14 | | 336(=) | |
| 2020-07-15 | 2020-07-15 | | 336(=) | |
| 2020-07-16 | 2020-07-16 | | 336(=) | |
| 2020-07-17 | 2020-07-17 | | 336(=) | |
| 2020-07-18 | 2020-07-18 | | 336(=) | |
| 2020-07-19 | 2020-07-19 | | 336(=) | |
| 2020-07-20 | 2020-07-20 | | 336(=) | |
| 2020-07-21 | 2020-07-21 | | 336(=) | |
| 2020-07-22 | 2020-07-22 | | 336(=) | |
| 2020-07-23 | 2020-07-23 | | 336(=) | |
| 2020-07-24 | 2020-07-24 | | 336(=) | |
| 2020-07-25 | 2020-07-25 | | 336(=) | |
| 2020-07-26 | 2020-07-26 | | 336(=) | |
| 2020-07-27 | 2020-07-27 | | 336(=) | |
| 2020-07-28 | 2020-07-28 | | 336(=) | |
| 2020-07-29 | 2020-07-29 | | 336(=) | |
| 2020-07-30 | 2020-07-30 | | 336(=) | |
| 2020-07-31 | 2020-07-31 | | 336(=) | |
| 2020-08-01 | 2020-08-01 | | 336(=) | |
| ⋮ | ⋮ | | 336(=) | |
| 2020-08-15 | 2020-08-15 | | 336(=) | |
| ⋮ | ⋮ | | 336(=) | |
| 2020-08-31 | 2020-08-31 | | 336(=) | |
| 2020-09-01 | 2020-09-01 | | 336(=) | |
| 2020-09-02 | 2020-09-02 | | 336(=) | |
| 2020-09-03 | 2020-09-03 | | 336(=) | |
| 2020-09-04 | 2020-09-04 | | 336(=) | |
| 2020-09-05 | 2020-09-05 | | 336(=) | |
| 2020-09-06 | 2020-09-06 | | 337(+1) | |
| 2020-09-07 | 2020-09-07 | | 337(=) | |
| 2020-09-08 | 2020-09-08 | | 337(=) | |
| 2020-09-09 | 2020-09-09 | | 337(=) | |
| 2020-09-10 | 2020-09-10 | | 337(=) | |
| 2020-09-11 | 2020-09-11 | | 337(=) | |
| 2020-09-12 | 2020-09-12 | | 337(=) | |
| 2020-09-13 | 2020-09-13 | | 337(=) | |
| 2020-09-14 | 2020-09-14 | | 339(+2) | |
| 2020-09-15 | 2020-09-15 | | 339(=) | |
| 2020-09-16 | 2020-09-16 | | 339(=) | |
| 2020-09-17 | 2020-09-17 | | 339(=) | |
| 2020-09-18 | 2020-09-18 | | 339(=) | |
| 2020-09-19 | 2020-09-19 | | 339(=) | |
| 2020-09-20 | 2020-09-20 | | 339(=) | |
| 2020-09-21 | 2020-09-21 | | 340(+1) | |
| 2020-09-22 | 2020-09-22 | | 340(=) | |
| 2020-09-23 | 2020-09-23 | | 340(=) | |
| 2020-09-24 | 2020-09-24 | | 340(=) | |
| 2020-09-25 | 2020-09-25 | | 340(=) | |
| ⋮ | ⋮ | | 340(=) | |
| 2020-09-28 | 2020-09-28 | | 340(=) | |
| 2020-09-29 | 2020-09-29 | | 340(=) | |
| 2020-09-30 | 2020-09-30 | | 340(=) | |
| 2020-10-01 | 2020-10-01 | | 340(=) | |
| 2020-10-02 | 2020-10-02 | | 341(+1) | |
| ⋮ | ⋮ | | 341(=) | |
| 2020-10-05 | 2020-10-05 | | 344(+3) | |
| 2020-10-06 | 2020-10-06 | | 345(+1) | |
| ⋮ | ⋮ | | 345(=) | |
| 2020-10-11 | 2020-10-11 | | 346(+1) | |
| 2020-10-12 | 2020-10-12 | | 346(=) | |
| 2020-10-13 | 2020-10-13 | | 346(=) | |
| 2020-10-14 | 2020-10-14 | | 348(+2) | |
| ⋮ | ⋮ | | 348(=) | |
| 2020-10-21 | 2020-10-21 | | 348(=) | |
| ⋮ | ⋮ | | 348(=) | |
| 2020-10-26 | 2020-10-26 | | 351(+3) | |
| 2020-10-27 | 2020-10-27 | | 352(+1) | |
| ⋮ | ⋮ | | 352(=) | |
| 2020-10-30 | 2020-10-30 | | 353(+1) | |
| ⋮ | ⋮ | | 353(=) | |
| 2020-11-02 | 2020-11-02 | | 355(+2) | |
| 2020-11-03 | 2020-11-03 | | 356(+1) | |
| 2020-11-04 | 2020-11-04 | | 357(+1) | |
| 2020-11-05 | 2020-11-05 | | 357(=) | |
| 2020-11-06 | 2020-11-06 | | 357(=) | |
| ⋮ | ⋮ | | 357(=) | |
| 2020-11-09 | 2020-11-09 | | 357(=) | |
| 2020-11-10 | 2020-11-10 | | 359(+2) | |
| 2020-11-11 | 2020-11-11 | | 361(+2) | |
| 2020-11-12 | 2020-11-12 | | 363(+2) | |
| 2020-11-13 | 2020-11-13 | | 363(=) | |
| ⋮ | ⋮ | | 363(=) | |
| 2020-11-16 | 2020-11-16 | | 363(=) | |
| 2020-11-17 | 2020-11-17 | | 364(+1) | |
| 2020-11-18 | 2020-11-18 | | 364(=) | |
| 2020-11-19 | 2020-11-19 | | 366(+2) | |
| 2020-11-20 | 2020-11-20 | | 368(+2) | |
| ⋮ | ⋮ | | 368(=) | |
| 2020-11-23 | 2020-11-23 | | 369(+1) | |
| ⋮ | ⋮ | | 369(=) | |
| 2020-11-30 | 2020-11-30 | | 369(=) | |
| 2020-12-01 | 2020-12-01 | | 369(=) | |
| 2020-12-02 | 2020-12-02 | | 369(=) | |
| 2020-12-03 | 2020-12-03 | | 369(=) | |
| 2020-12-04 | 2020-12-04 | | 370(+1) | |
| ⋮ | ⋮ | | 370(=) | |
| 2020-12-14 | 2020-12-14 | | 373(+3) | |
| ⋮ | ⋮ | | 373(=) | |
| 2020-12-18 | 2020-12-18 | | 373(=) | |

### Marzo 2020
El gobierno de Manx dijo de nuevo que el riesgo para el público era "moderado a bajo". A pesar de que el gobierno restó importancia al riesgo, el desinfectante de manos se agotó en las tiendas.
El 19 de marzo, se confirmó el primer caso de COVID-19 en la Isla de Man. El paciente había regresado de un viaje a España cuatro días antes, a través de un vuelo a través de Liverpool.
El 26 de marzo, dos pacientes COVID-19 fueron ingresados en el Hospital de Noble.
A finales del 26 de marzo, el Gobierno de la Isla de Man comenzó a "exigir que todos se quedaran en casa, excepto por razones limitadas", varios días después de que el Reino Unido impusiera restricciones similares.

### Abril 2020
El 1 de abril, el ministro anunció la primera muerte relacionada con COVID-19 en la Isla de Man. El 6 de abril, se notificaron 12 casos y 6 personas estaban recibiendo tratamiento en el Hospital de Noble.
El 15 de abril, el Departamento de Salud y Atención Social anunció que se había hecho cargo de la gestión de uno de los principales centros de atención de la isla, Abbotswood Care Home, "por la seguridad de sus residentes".
El 18 de abril, el ministro de Salud confirmó que ese día había habido dos muertes en centros de cuidado, las primeras muertes registradas en la isla fuera del hospital, y que había 37 casos confirmados en el Abbotswood Care Home.11 personas estaban siendo tratadas en el hospital y se habían recibido un total de 2.319 resultados de pruebas, con 296 pruebas positivas, de las cuales 12 eran menores de 20 años y 74 mayores de 65 años.
El 23 de abril, se hizo un pequeño cambio en las reglas de bloqueo que permitía a las personas estar fuera de sus casas durante el tiempo que quisieran, siempre y cuando estuvieran solo con miembros de su propia casa.
A partir del 24 de abril, se permitió a los constructores, comerciantes y jardineros del paisaje volver al trabajo, sujetos a distanciamiento social.[cita requerida]

### Mayo 2020
Los centros de jardinería abrieron a partir del 11 de mayo, y algunas tiendas no esenciales y otras empresas minoristas pudieron abrir a partir del lunes 18 de mayo.
El 20 de mayo fue el último caso diagnosticado, hasta el 6 de septiembre.[cita requerida]

### Junio 2020
El 3 de junio se anunció que no había casos activos. A partir del 15 de junio, se permitieron reuniones de hasta 30 personas, se permitió que restaurantes, pubs y cafeterías sirvieran comida y gimnasios.
El 11 de junio, se anunció que a partir del 15 de junio se levantarían restricciones al distanciamiento social, excepto en entornos de salud y atención.
El 25 de junio, se anunció que un "puente aéreo" dirigido por Aurigny se abriría en julio para permitir los viajes entre la Isla de Man y Guernsey sin restricciones de cuarentena.

### Julio 2020
A partir del 6 de julio, las personas en la isla que se sienten enfermas ya no están obligadas por ley a autoaislarse durante 14 días; el período de aislamiento se reducirá hasta que se obtenga el resultado de la prueba y si es negativo, no será necesario continuar aislando.

### Septiembre 2020
El 6 de septiembre, un residente que regresaba del Reino Unido se había autoaislado durante 7 días, y luego se hizo una prueba. Esto fue positivo. Se autoaislarán durante otros 14 días. Se subrayó que el riesgo para el público es extremadamente bajo.[cita requerida]

### Octubre 2020
Un hombre que había regresado a la isla y no pudo aislar durante los 14 días requeridos fue encarcelado durante 28 días.

### Diciembre 2020
El 14 de diciembre, un hombre que cruzó el mar de Irlanda desde la isla de Whithorn, Escocia a Ramsey en una moto acuática para visitar a su novia en Douglas fue encarcelado durante 4 semanas por llegar ilegalmente a la isla.